# Martino Martini
Martino Martini SJ (20. září 1614, Trident – 6. června 1661, Chang-čou; zjednodušená čínština:卫匡国; tradiční čínština: 衛匡國) byl jezuitský misionář v Číně, kde působil v letech 1643–1651 a 1659–1661. V mezidobí (1651–1659) byl vyslán do Evropy, aby zde hájil jezuitská stanoviska v tzv. sporu o čínské rity.

## Dílo
- Novus Atlas Sinensis
- Sinicæ Historiæ Decas Prima (Mnichov 1658).
- De Bello Tartarico Historia (Antverpy 1654)
- Brevis Relatio de Numero et Qualitate Christianorum apud Sinas, (Brusel, 1654).
- čínsky De Amicitia (Chang-čou, 1661).
- V rukopise zůstaly jeho překlady děl Francisca Suareze do čínštiny, stejně jako jeho Grammatica Linguae Sinensis.[1]
- Pro drobná díla, např. dopisy Athanasiu Kircherovi, viz Martino Martini bibliography.

### Kritická edice
- MARTINI, Martino, Opera Omnia, vol. I, Lettere e documenti, a cura di Giuliano Bertuccioli, Trento, Università degli Studi di Trento, 1998.
- MARTINI, Martino, Opera Omnia, vol. II, Opere minori, a cura di Giuliano Bertuccioli, Trento, Università degli Studi di Trento, 1998.
- MARTINI, Martino, Opera Omnia, vol. III, Novus Atlas Sinensis [1655], con note di Giuliano Bertuccioli, Trento, Unitn, 2002, s dodatkovým svazekm Tavole (reprodukce map geografického atlasu).
- MARTINI, Martino, Opera Omnia, vol. IV, Sinicae Historiae Decas Prima, a cura di Federico Masini e Luisa M. Paternicò, Trento, 2010.
- MARTINI, Martino, Opera Omnia, vol. V, De Bello Tartarico Historia e altri scritti, a cura di Federico Masini, Luisa M. Paternicò e Davor Antonucci, Trento, 2013.